# Trška Gora, Novo mesto
Trška Gora je naselje v Občini Novo mesto.